# Folke Gullby
Folke Gullby, ursprungligen Svensson, född 1912 i Gullebo, Åtvidaberg, död 1982 i Gullebo, var en svensk målare och grafiker.

## Biografi
Gullby visade tidigt konstnärliga anlag. Som 18-åring flyttade han till Stockholm och började studera på Blombergs målarskola. Från 1932 arbetade han i fem år som illustratör och sagotecknare på Åhlén & Åkerlunds förlag. Våren 1936 fortsatte Gullby sin utbildning vid etsarskolan på Kungliga konsthögskolan i Stockholm.
Han har också utfört verk i olja och akvarell. I känsliga porträtt och lyriska interiörer och landskap anknyter han i ljusskildring och minutiös detaljåtergivning till svensk grafikertradition från 1920-talet. Han hade en stor samhörighet med hembygden och hans motiv är hämtade från dessa trakter.
Med hänsyn till konstnärens namnbyte kan det finnas målningar av Gullby som är signerade Svensson. Gullby finns representerad vid bland annat Nationalmuseum, Moderna museet i Stockholm och Kalmar konstmuseum.
Folkes barnbarn Hubertus Gullby för nu konstnärskapet vidare.